# Club Atlético de Madrid 1987-1988
Questa voce raccoglie le informazioni riguardanti il Club Atlético de Madrid nelle competizioni ufficiali della stagione 1987-1988.

## Stagione
Nella stagione 1987-1988 i Colchoneros, allenati per buona parte del torneo da Menotti, poi da Ufarte e infine da Briones, terminarono il campionato al terzo posto. Nonostante la stagione non entusiasmante, furono memorabili la vittoria esterna per 4-0 inflitta al Real Madrid e il 7-0 rifilato al Maiorca tra le mura amiche. In Coppa del Re l'Atlético Madrid venne eliminato ai quarti di finale dalla Real Sociedad, finalista di quell'edizione.

## Maglie e sponsor
| Manica sinistra · Manica sinistra · Maglietta · Maglietta · Manica destra · Manica destra · Pantaloncini · Calzettoni |

## Rosa
| N. |                    | Ruolo | Calciatore             |
| -- | ------------------ | ----- | ---------------------- |
| -  | Spagna (bandiera)  | P     | Abel Resino            |
| -  | Spagna (bandiera)  | P     | Agustín Elduayen       |
| -  | Spagna (bandiera)  | D     | Sergio Morgado         |
| -  | Spagna (bandiera)  | D     | Marcos Alonso Peña     |
| -  | Spagna (bandiera)  | D     | Andoni Goikoetxea      |
| -  | Spagna (bandiera)  | D     | Tomás Reñones          |
| -  | Spagna (bandiera)  | D     | Juan Carlos Aguilera   |
| -  | Spagna (bandiera)  | D     | Antonio Rivas Martínez |
| -  | Spagna (bandiera)  | D     | José Armando           |
| -  | Brasile (bandiera) | C     | Alemão                 |
| -  | Spagna (bandiera)  | C     | Juan Carlos Arteche    |

| N. |                       | Ruolo | Calciatore           |
| -- | --------------------- | ----- | -------------------- |
|    | Spagna (bandiera)     | C     | Jesús Landáburu      |
| -  | Spagna (bandiera)     | C     | Quique Ramos         |
| -  | Spagna (bandiera)     | C     | Quique Setién        |
| -  | Spagna (bandiera)     | C     | Joaquín Parra        |
| -  | Spagna (bandiera)     | C     | Roberto Marina       |
| -  | Spagna (bandiera)     | C     | Eusebio Sacristán    |
| -  | Portogallo (bandiera) | A     | Paulo Futre          |
| -  | Spagna (bandiera)     | A     | Julio Salinas        |
| -  | Spagna (bandiera)     | A     | Roberto López Ufarte |
| -  | Spagna (bandiera)     | A     | Juan Carlos Pedraza  |
| -  | Spagna (bandiera)     | A     | Julián Romero        |

## Risultati

### Primera División

#### Girone d'andata
| Arbitro: | Calvo Córdova |

|                     |           |  |
| L. Ufarte 4’ (rig.) | Marcatori |  |

| Arbitro: | Urizar Azpitarte |

|                     |           |           |
| P. Bonet 43’ (rig.) | Marcatori | 59’ Futre |

| Arbitro: | Andújar Oliver |

|                                |           |  |
| J. Salinas 26’, 46’ Alemão 35’ | Marcatori |  |

| Arbitro: | Pérez Sánchez |

|                    |           |  |
| Arteche 58’ (aut.) | Marcatori |  |

| Arbitro: | Merino González |

|               |           |  |
| Landáburu 34’ | Marcatori |  |

| Arbitro: | Ramos Marcos |

|             |           |                                 |
| Roberto 21’ | Marcatori | 56’ (rig.) L. Ufarte 82’ Marina |

| Arbitro: | Marín López |

|          |           |  |
| Futre 2’ | Marcatori |  |

| San Sebastián 25 ottobre 1987 8ª giornata | Real Sociedad   | 0 – 0 referto | Atlético Madrid | Atocha\| Arbitro: \| Sánchez Arminio \| |
| Arbitro:                                  | Sánchez Arminio |               |                 |                                         |

| Arbitro: | Mazorra Freire |

|                                       |           |  |
| L. Ufarte 24’ (rig.), 74’ Eusebio 87’ | Marcatori |  |

| Arbitro: | Enríquez Negreira |

|  |           |                                             |
|  | Marcatori | 10’ J. Salinas 51’ Futre 74’, 84’ L. Ufarte |

| Arbitro: | Riera Morro |

|              |           |                    |
| Landáburu 8’ | Marcatori | 60’ Eloy 69’ Villa |

| Arbitro: | García De Loza |

|                                 |           |                              |
| Señor 38’ J. Salinas 70’ (aut.) | Marcatori | 60’ J. Salinas 81’ L. Ufarte |

| Arbitro: | Jiménez Moreno |

|                                   |           |          |
| Futre 8’ J. Salinas 64’ Parra 84’ | Marcatori | 2’ Gómez |

| Arbitro: | Benavente Garasa |

|  |           |                             |
|  | Marcatori | 36’ Arteche 78’, 84’ Alemão |

| Arbitro: | Socorro González |

|  |           |           |
|  | Marcatori | 35’ Ramón |

| Arbitro: | Martín Navarrete |

|  |           |                                 |
|  | Marcatori | 12’ J. Salinas 90’ (rig.) Parra |

| Arbitro: | Taboada Soto |

|                        |           |           |
| Arteche 18’ Marcos 56’ | Marcatori | 7’ Madjer |

| Arbitro: | Pes Pérez |

|                                                 |           |           |
| Liceranzu 25’, 67’ Ferreira 39’, 61’ Uralde 47’ | Marcatori | 14’ Futre |

| Arbitro: | Díaz Vega |

|                           |           |             |
| Alemão 13’ J. Salinas 64’ | Marcatori | 16’ Cabrera |

#### Girone di ritorno
| Arbitro: | Pérez Sánchez |

|             |           |                |
| Barbarà 70’ | Marcatori | 29’ J. Salinas |

| Arbitro: | Díaz Agüero |

|                                                                              |           |  |
| Alemão 21’ Parra 23’ J. Salinas 27’, 41’ Landáburu 60’ Eusebio 73’ Futre 89’ | Marcatori |  |

| Arbitro: | Ramos Marcos |

|  |           |                           |
|  | Marcatori | 76’ Marcos 89’ J. Salinas |

| Arbitro: | Urío Velázquez |

|                          |           |           |
| J. Salinas 49’ Parra 64’ | Marcatori | 41’ Marić |

| Arbitro: | Merino González |

|             |           |                |
| Melenas 15’ | Marcatori | 39’ J. Salinas |

| Arbitro: | García De Loza |

|  |           |                  |
|  | Marcatori | 31’, 55’ Lineker |

| Murcia 6 marzo 1988 26ª giornata | Real Murcia    | 0 – 0 referto | Atlético Madrid | La Condomina\| Arbitro: \| Valdés Sánchez \| |
| Arbitro:                         | Valdés Sánchez |               |                 |                                              |

| Arbitro: | Sánchez Arminio |

|  |           |                                 |
|  | Marcatori | 59’ J.M. Bakero 77’ Begiristain |

| Valladolid 13 marzo 1988 28ª giornata | Real Valladolid   | 0 – 0 referto | Atlético Madrid | José Zorrilla\| Arbitro: \| Enríquez Negreira \| |
| Arbitro:                              | Enríquez Negreira |               |                 |                                                  |

| Arbitro: | Urizar Azpitarte |

|            |           |                                            |
| Setién 82’ | Marcatori | 22’ Gordillo 35’ H. Sánchez 64’ Butragueño |

| Arbitro: | Marín López |

|                       |           |  |
| Joaquín 7’ Emilio 44’ | Marcatori |  |

| Arbitro: | Pérez Sánchez |

|                            |           |  |
| Arteche 14’ J. Salinas 85’ | Marcatori |  |

| Arbitro: | Socorro González |

|                             |           |           |
| Ziganda 25’ Sola 90’ (rig.) | Marcatori | 47’ Futre |

| Arbitro: | Bayarri Ribelles |

|           |           |  |
| Parra 42’ | Marcatori |  |

| Arbitro: | Ramos Marcos |

|           |           |             |
| Cholo 35’ | Marcatori | 17’ Eusebio |

| Arbitro: | Jiménez Moreno |

|                |           |           |
| J. Salinas 81’ | Marcatori | 53’ Mauri |

| Arbitro: | Riera Morro |

|                                           |           |                                                 |
| Madjer 7’ Alcañiz 56’ Fernando 60’ (rig.) | Marcatori | 18’ Armando 26’ Landáburu 57’ Arteche 75’ Futre |

| Arbitro: | Peraita Ibáñez |

|                |           |  |
| J. Salinas 13’ | Marcatori |  |

| Arbitro: | Taboada Soto |

|                                              |           |                                       |
| M. González 13’ Oliva 29’ Zalazar 80’ (rig.) | Marcatori | 56’ J. Romero 57’ L. Ufarte 70’ Rivas |

### Coppa del Re
| Arbitro: | Andújar Oliver |

|            |           |  |
| Bračun 12’ | Marcatori |  |

| Arbitro: | Caetano Bueno |

|                                                                         |                      |                                                                    |
| L. Ufarte 24’ Landáburu 34’                                             | Marcatori            | 13’ Sixto                                                          |
| Landáburu Marina Futre Parra J. Salinas Pedraza Aguilera Sergio Arteche | Tiri di rigore 7 – 6 | Bračun Del Barrio Robi Isidro Cepeda Boria Company B. Sánchez Javi |

| Madrid 16 dicembre 1987 Ottavi di finale – Andata | Atlético Madrid     | 0 – 0 referto | Las Palmas | Vicente Calderón (12 000 spett.)\| Arbitro: \| Sánchez-Molina Soto \| |
| Arbitro:                                          | Sánchez-Molina Soto |               |            |                                                                       |

| Arbitro: | Alfonso Álvarez |

|           |           |                                      |
| Dajka 37’ | Marcatori | 46’ Eusebio 67’ Parra 86’ J. Salinas |

| Arbitro: | Ramos Marcos |

|                         |           |                 |
| Futre 12’ Landáburu 55’ | Marcatori | 83’ Begiristain |

| Arbitro: | Sánchez Arminio |

|                               |           |                |
| Begiristain 5’, 10’ Loren 75’ | Marcatori | 85’ J. Salinas |

## Statistiche

### Statistiche di squadra
| Competizione     | Punti | Totale | Totale | Totale | Totale | Totale | Totale | DR  |
| Competizione     | Punti | G      | V      | N      | P      | Gf     | Gs     | DR  |
| ---------------- | ----- | ------ | ------ | ------ | ------ | ------ | ------ | --- |
| Primera División | 48    | 38     | 19     | 10     | 9      | 60     | 38     | +22 |
| Coppa del Re     | -     | 6      | 3      | 1      | 2      | 8      | 7      | +1  |
| Totale           | 48    | 44     | 22     | 11     | 11     | 68     | 45     | +23 |